# Randka
Randka (z fr. rendez-vous (d'amour) „umówione spotkanie (miłosne)”) – spotkanie dwóch osób mające na celu nawiązanie lub rozwinięcie znajomości, inicjowane z zamiarem stworzenia lub umocnienia relacji emocjonalnych, seksualnych lub małżeńskich pomiędzy uczestniczącymi w randce osobami. W szerszym znaczeniu randką będzie także każde spotkanie osób, które łączą tego rodzaju relacje. 
Nieodłącznymi elementami randki są: adoracja, wymiana informacji na swój temat oraz określenie oczekiwań w stosunku do (potencjalnego) partnera.
Randka polegać może na wspólnym wyjściu do kawiarni, restauracji, pubu, kina, teatru, spacerze, wyjściu na lodowisko itp. Zależy to od wyboru i upodobań (potencjalnego) partnera.

## Sprawdzanie oczekiwań
Uczestniczące w randce osoby dążą do ustalenia, czy istnieją możliwości do powstania oczekiwanej zażyłości, a w szczególności czy (potencjalny) partner jest odpowiedni pod względem:
- atrakcyjności;
- oczekiwań co do kierunku rozwoju znajomości;
- charakteru;
- zainteresowań i możliwości wspólnego spędzania czasu;
- sposobu bycia i kultury osobistej;
- statusu społecznego i materialnego;
- pochodzenia społecznego;
- wykształcenia i poziomu intelektualnego;
- podejścia do spraw seksu;
- zwyczajów i stylu życia;
- światopoglądu i przekonań religijnych;
- zapatrywań na sprawy związane z założeniem rodziny, posiadaniem dzieci i ich wychowaniem.